# Monumento a San Vladimiro
Il Monumento a San Vladimiro, anche chiamato Monumento a Vladimiro il Grande (in ucraino Пам'ятник Володимиру Великому?, Pam"jatnyk Volodymyru Velykomu), è il più antico del genere a Kiev ed è stato innalzato nel 1853. Rappresenta uno dei simboli della città ed è posto in posizione dominante sulla sponda destra del Dnepr.

## Storia

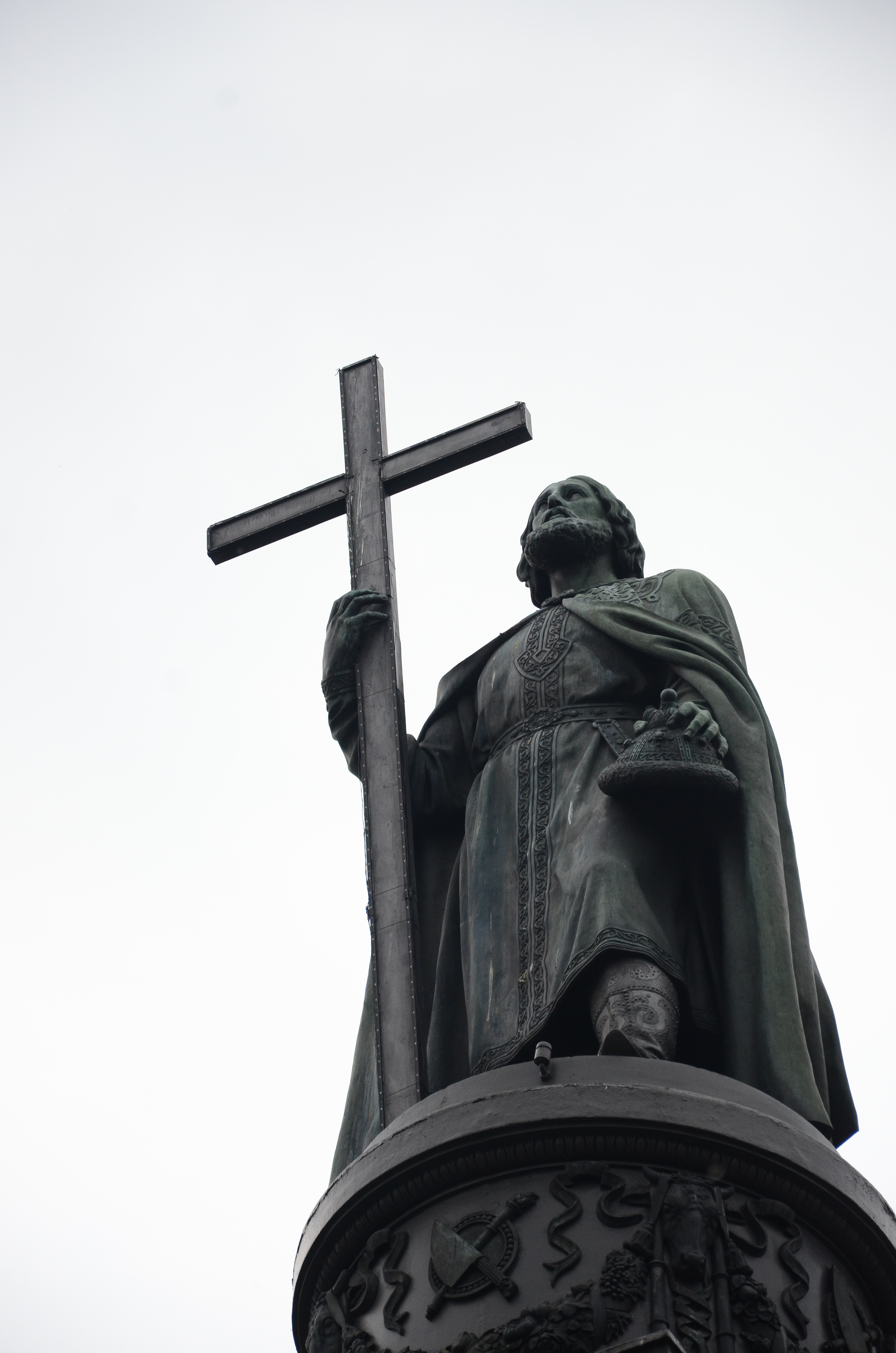
Statua che raffigura Vladimiro il Grande

Il monumento venne commissionato dall'imperatore di Russia Nicola I e della sua costruzione fu incaricato lo scultore Vasilij Ivanovič Demut-Malinovskij. L'opera finita venne inaugurata il 10 ottobre 1853. In tempi recenti il sito sul quale si trova è soggetto a smottamenti che mettono in pericolo la stabilità della struttura.
Una statua che raffigura Vladimiro il Grande è conservata nel Museo storico nazionale dell'Ucraina.

## Descrizione
Il monumento rispetta lo stile neobizantino russo e indende commemorare la conversione al cristianesimo della Rus' di Kiev ad opera di Vladimiro I, detto  il Santo o il Grande. La struttura nel suo insieme è alta più di 20 metri, la statua in bronzo è alta circa 4,40 metri e il grande ottagono sul quale appoggia è alto 16 metri. La forma del basamento è quello di una cappella bizantina. Vladimiro è raffigurato con la croce nella mano destra nell'atto di battezzare i suoi figli nel Dnepr. Il monumento ha enorme importanza nazionale.

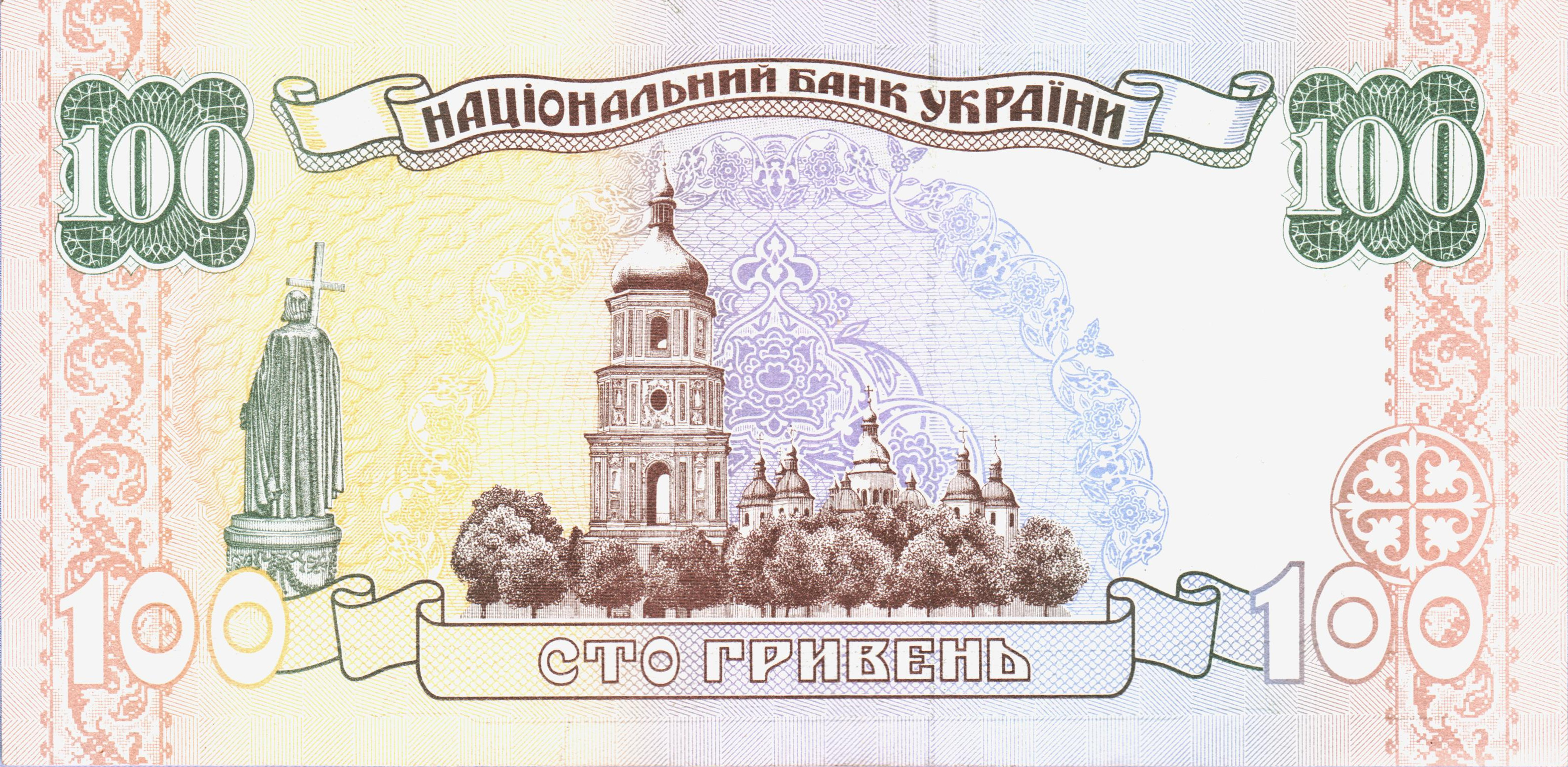
Banconota del 1995 con la raffigurazione del monumento

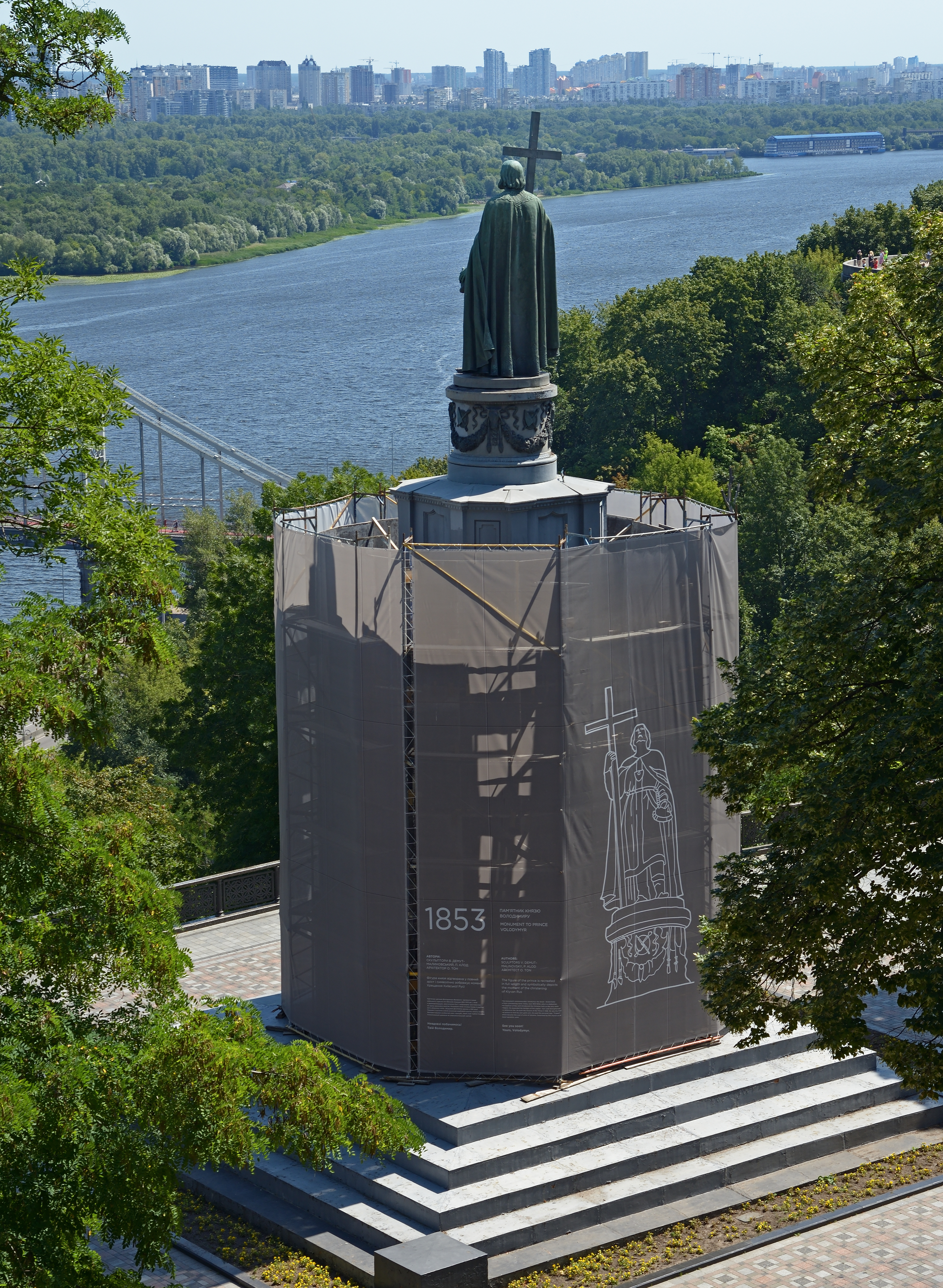
Monumento protetto dai bombardamenti russi. Luglio 2022

## Nella cultura di massa
Il monumento gode di grande fama ed è citato nella canzone russa Без Подола Киев невозможен (Kiev è impossibile senza Podil.
Il monumento è raffigurato anche su banconote ucraine emesse dal 1993 al 1995.